# Schloss Maroldsweisach
Das Schloss Maroldsweisach ist ein zweigeschossiger Mansarddachbau im Zentrum des Marktes Maroldsweisach im Landkreis Haßberge (Unterfranken). Der ehemalige Adelssitz wurde Ende des 20. Jahrhunderts umfassend saniert und beherbergt heute einige Privatwohnungen.

## Geschichte

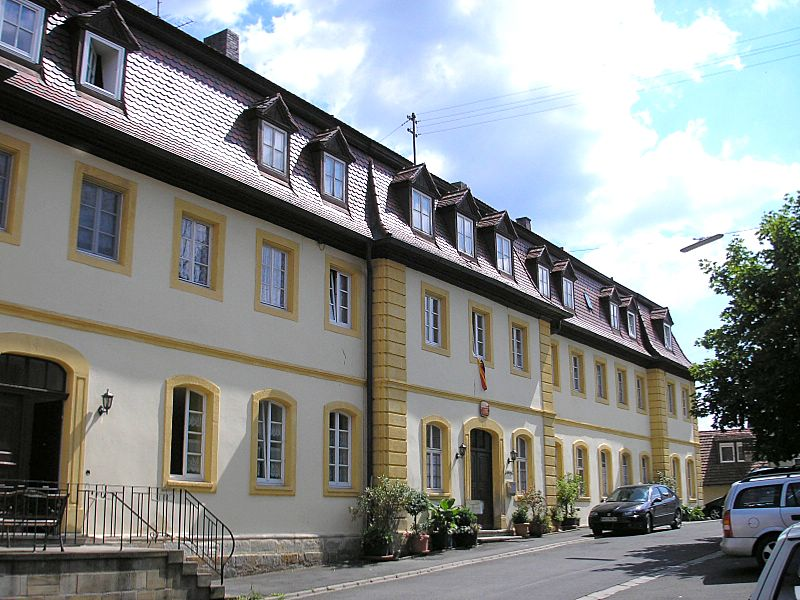
Gesamtansicht

Im 13. Jahrhundert nannte sich ein Ortsadelsgeschlecht nach dem Ort. Als Nachfolger dieser Herren von Wisach erscheinen im 15. Jahrhundert die Stein von Altenstein, deren Stammburg sich einige Kilometer südlich als mächtige Ruine erhalten hat (Burg Altenstein). Beide Familien hielten den Besitz als Lehen des Hochstiftes Würzburg. Die alte Maroldsweisacher Wasserburg soll 1525 während des Bauernkrieges zerstört worden sein. 
1768 erwarben die Freiherren Horneck von Weinheim das Rittergut von den Stein. Das Geschlecht war bereits 1765 mit dem Maroldsweisacher Zehnt belehnt worden. Um diese Zeit ist der Baubeginn des heutigen Schlosses anzusetzen, der möglicherweise noch unter den Stein begonnen wurde. Auf ein wahrscheinlich geplantes zweites Obergeschoss wurde wohl aus Kostengründen verzichtet, so dass der Schlossbau heute seltsam unproportioniert und unfertig wirkt. Die letzten adeligen Besitzer waren die Grafen Bentzel-Sturmfeder-Horneck, die den – von den Freiherren ererbten – Besitz jedoch im letzten Jahrhundert an die katholische Kirchengemeinde veräußerten. Die Gemeinde gab einige Umbauten in Auftrag. Auch die ehemalige Schlosskapelle wurde erweitert und den modernen gottesdienstlichen Bedürfnissen angepasst. Um 1980 erwarb der damalige Bürgermeister des Marktes das Anwesen und begann mit aufwändigen Sanierungsmaßnahmen.

## Baubeschreibung
Der lang gestreckte, zweigeschossige Schlossbau ruht auf einem Sockelgeschoss, das den Geländeabfall auf der Rückseite ausgleicht, auf der Eingangsseite jedoch nicht in Erscheinung tritt. Die einfache Außengliederung aus rustizierten Ecklisenen und einem schlichten Gurtgesims zwischen den Stockwerken verweist bereits auf den frühen Klassizismus. Die Fassade wird nur durch den dreiachsigen Mittelrisalit und die zweiachsigen Eckrisalite belebt. Im Erdgeschoss sind die einfachen Fensteröffnungen korbbogig abgeschlossen, im Obergeschoss dagegen gerade. Im Erdgeschoss des Mittelrisalits gewährt das schlichte Hauptportal Einlass. 
Das Innere überrascht durch die reiche Rokokodekoration der Kapelle und des Hauptsaales im Erdgeschoss. Die Schlosskapelle besitzt eine Stuckdecke der Bauzeit mit Muschelwerkformen, der Saal Decken- und Wanddekorationen aus Muschel- und Gitterwerk, Blumen und Gehängen aus Musikinstrumenten.